# Dacia MD87
Dacia MD87 a fost un automobil produs în anul 1987 de U.A.P. (Uzina de Automobile Pitești).
În 1988, modelul a suferit o restilizare care a inclus înlocuirea capotei spate cu una din fibră de sticlă, integrând un eleron de mari dimensiuni, marcând astfel tranziția către versiunea Evo 2. În 1991, vehiculul a beneficiat de o modificare majoră a părții frontale, cu o plonjare accentuată a acesteia, în timp ce partea posterioară a revenit la configurația anterioară cu eleronul de mari dimensiuni. Această variantă, denumită Evo 3, s-a remarcat și prin introducerea unor faruri escamotabile, acționate de motorașe preluate de la mecanismul ștergătoarelor de parbriz.

## Vezi și
- Dacia
- Dacia (dezambiguizare)
- Automobile Dacia S.A.

1. ↑  https://automotorsisport.ro/dacia-md87-povestea-incredibila-a-daciei-cu-motor-central/